# Татарлауа (Алба)
Татарлауа (рум. Tătârlaua) насеље је у Румунији у округу Алба у општини Четатеа де Балта. Oпштина се налази на надморској висини од 310 m.

## Становништво
Према подацима из 2002. године у насељу је живело 719 становника.

### Попис2002.
| Расподела становништва по националности 2002.‍ | Расподела становништва по националности 2002.‍ | Расподела становништва по националности 2002.‍ | Расподела становништва по националности 2002.‍ | Расподела становништва по националности 2002.‍ |
| --------------------------------------------- | --------------------------------------------- | --------------------------------------------- | --------------------------------------------- | --------------------------------------------- |
|                                               |                                               |                                               |                                               |                                               |
| Румуни                                        | Румуни                                        |                                               | 332                                           | 46,2%                                         |
| Роми                                          | Роми                                          |                                               | 358                                           | 49,9%                                         |
| Немци                                         | Немци                                         |                                               | 28                                            | 3,9%                                          |